# Dedumose I
Dedumose I fou un rei probablement de la dinastia XVI de l'antic Egipte.
Si bé el seu nom està testimoniat per escarabats i altres objectes, no es pot situar. La indicació de Manetó que durant el seu regnat els hicsos van conquerir Egipte pot tenir almenys dues interpretacions: que regnava vers el 1650 aC quan els hicsos van establir la dinastia XV, o que regnava a Tebes quan els hicsos van conquerir aquesta ciutat. La conquesta egípcia de Tebes degué ser vers el 1600 o 1590 aC i, com que el seu regnat es pot datar entre 1590 i 1580 aC (en els espais que manquen en el papir de Torí), aquesta en seria una possibilitat. Teresa Bedman, egiptologa espanyola, s'inclina per situar aquest faraó en la dinastia XIII, vers 1660 aC.
El seu nom d'Horus fou Waddjekhau, el seu Nebti fou Shedtawy; el seu nom d'Horus d'or fou Imhotep; el seu nom de tron o Nesut biti fou Djedhotepre; i el seu nom Sa Ra Dedumose. Manetó l'esmenta com a Tutimeos. El seu nom de regnat vol dir 'La pau de Ra és permanent'.
És possible que el seu fill i successor vers el 1580 aC fóra Dedumose II.